# Mistrzostwa Polski Seniorów w Lekkoatletyce 1960
36. Mistrzostwa Polski Seniorów w Lekkoatletyce – zawody sportowe, które rozgrywane były w Olsztynie na Stadionie Leśnym w dniach 5–7 sierpnia 1960 roku.
Najważniejszym wydarzeniem mistrzostw był rekord świata Józefa Szmidta w trójskoku rezultatem 17,03 m. Po raz pierwszy została przekroczona odległość 17 metrów w tej konkurencji. Rekord ten został poprawiony dopiero podczas igrzysk olimpijskich w 1968 w Meksyku.
Oprócz rekordu Szmidta rekord Polski w rzucie oszczepem ustanowiła Urszula Figwer wynikiem 54,90 m, a klubowy rekord Polski męska sztafeta 4 × 400 metrów Zawiszy Bydgoszcz czasem 3:12,9 oraz kobieca sztafeta 4 × 100 metrów Legii Warszawa czasem 48,1 s.. Rekordy Polski wyrównali: Barbara Janiszewska w biegu na 200 metrów (wynik 23,6 s) oraz (rekord klubowy) męska sztafeta 4 × 100 metrów Górnika Zabrze (41,5 s).

## Rezultaty
| WR – rekord świata \| NR – rekord Polski \| SB – najlepszy wynik w sezonie \| PB – rekord życiowy |

### Mężczyźni
| Konkurencja:                  | 1. miejsce                                                                           | Rezultat  | 2. miejsce                                                                              | Rezultat  | 3. miejsce                                                                          | Rezultat  |
| Bieg na 100 m                 | Marian Foik Legia Warszawa                                                           | 10,4      | Janusz Jarzembowski Warta Poznań                                                        | 10,6      | Andrzej Zieliński Gwardia Warszawa                                                  | 10,7      |
| Bieg na 200 m                 | Janusz Jarzembowski Warta Poznań                                                     | 21,7      | Andrzej Karcz Gwardia Warszawa                                                          | 21,7      | Zbigniew Syka Pogoń Szczecin                                                        | 21,8      |
| Bieg na 400 m                 | Jerzy Kowalski Zawisza Bydgoszcz                                                     | 46,4      | Bogusław Gierajewski AZS Warszawa                                                       | 47,4      | Ireneusz Kluczek Gwardia Olsztyn                                                    | 47,6      |
| Bieg na 800 m                 | Jerzy Bruszkowski Zawisza Bydgoszcz                                                  | 1:50,2    | Zdzisław Lipkowski Baildon Katowice                                                     | 1:50,3    | Konstanty Kisała Społem Łódź                                                        | 1:50,8    |
| Bieg na 1500 m                | Zbigniew Orywał Warta Poznań                                                         | 3:51,3    | Witold Baran Legia Warszawa                                                             | 3:51,9    | Bolesław Kowalczyk AZS Poznań                                                       | 3:53,1    |
| Bieg na 5000 m                | Kazimierz Zimny Lechia Gdańsk                                                        | 13:56,2   | Marian Jochman Zawisza Bydgoszcz                                                        | 14:15,6   | Jerzy Mathias Zawisza Bydgoszcz                                                     | 14:28,6   |
| Bieg na 10 000 m              | Zdzisław Krzyszkowiak Zawisza Bydgoszcz                                              | 29:13,8   | Stanisław Ożóg Wawel Kraków                                                             | 29:40,8   | Andrzej Kempa Społem Łódź                                                           | 31:14,8   |
| Bieg maratoński               | Euzebiusz Fert Pionier Strzelce Opolskie                                             | 2:39:31,6 | Julian Witkowski Start Katowice                                                         | 2:45:04,6 | Benedykt Gugała Olsza Kraków                                                        | 2:46:51,2 |
| Bieg na 110 m przez płotki    | Roman Muzyk Wisła Kraków                                                             | 14,5      | Edward Bugała Start Katowice                                                            | 14,6      | Tadeusz Niemczyk Zawisza Bydgoszcz                                                  | 14,8      |
| Bieg na 200 m przez płotki    | Zdzisław Kumiszcze Zawisza Bydgoszcz                                                 | 23,7      | Roman Muzyk Wisła Kraków                                                                | 23,8      | Tadeusz Niemczyk Zawisza Bydgoszcz                                                  | 24,4      |
| Bieg na 400 m przez płotki    | Wiesław Król AZS Gliwice                                                             | 52,0      | Zdzisław Kumiszcze Zawisza Bydgoszcz                                                    | 52,0      | Edward Bugała Start Katowice                                                        | 52,1      |
| Bieg na 3000 m z przeszkodami | Jerzy Chromik Górnik Zabrze                                                          | 8:45,8    | Marian Stupkiewicz Sparta Warszawa                                                      | 9:07,2    | Jan Lasocki Lechia Gdańsk                                                           | 9:07,2    |
| Sztafeta 4 × 100 m            | Górnik Zabrze Antoni Żelazny Józef Szmidt Edward Bożek Edward Szmidt                 | 41,5 =NR  | Legia Warszawa Andrzej Figurski Andrzej Badeński Stanisław Swatowski Tadeusz Kulikowski | 41,7      | AZS Kraków Andrzej Tynel Zdzisław Szczerba Mieczysław Borek Zdzisław Szczepański    | 42,1      |
| Sztafeta 4 × 400 m            | Zawisza Bydgoszcz Józef Sukowski Tadeusz Kaźmierski Jerzy Bruszkowski Jerzy Kowalski | 3:12,9 NR | Gwardia Warszawa Andrzej Makowski Zbigniew Królczyk Andrzej Kozdęba Janusz Anuszewski   | 3:15,6    | Legia Warszawa Wojciech Kuciński Witold Baran Andrzej Jakubowski Tadeusz Kulikowski | 3:15,7    |
| Chód na 20 km                 | Franciszek Szyszka Lechia Gdańsk                                                     | 1:35:15,2 | Wiesław Sarnecki Konradia Gdańsk                                                        | 1:36:36,2 | Eugeniusz Ornoch Flota Gdynia                                                       | 1:38:12,8 |
| Skok wzwyż                    | Piotr Sobotta AZS Gliwice                                                            | 1,95      | Janusz Skupny AZS Poznań                                                                | 1,90      | Zbigniew Lewandowski Czarni Wrocław                                                 | 1,90      |
| Skok o tyczce                 | Janusz Gronowski Gwardia Warszawa                                                    | 4,45      | Andrzej Krzesiński Spójnia Gdańsk                                                       | 4,45      | Zbigniew Janiszewski Olsza Kraków                                                   | 4,30      |
| Skok w dal                    | Edward Ludwiczak Start Łódź                                                          | 7,36      | Miron Brylski Śląsk Wrocław                                                             | 7,27      | Hubert Jakucki Zawisza Bydgoszcz                                                    | 7,27      |
| Trójskok                      | Józef Szmidt Górnik Zabrze                                                           | 17,03 WR  | Jan Jaskólski Zawisza Bydgoszcz                                                         | 15,78     | Artur Szczepański Polonia Warszawa                                                  | 15,45     |
| Pchnięcie kulą                | Alfred Sosgórnik Górnik Zabrze                                                       | 17,91     | Eugeniusz Kwiatkowski Zawisza Bydgoszcz                                                 | 17,20     | Henryk Wieprzycki AZS Rokitnica                                                     | 15,57     |
| Rzut dyskiem                  | Edmund Piątkowski Legia Warszawa                                                     | 55,58     | Zenon Begier Warta Poznań                                                               | 52,30     | Eugeniusz Wachowski AZS Poznań                                                      | 50,03     |
| Rzut młotem                   | Olgierd Ciepły Czarni Wrocław                                                        | 63,86     | Tadeusz Rut Legia Warszawa                                                              | 62,78     | Alfons Niklas 'Zawisza Bydgoszcz                                                    | 58,34     |
| Rzut oszczepem                | Janusz Sidło Sparta Warszawa                                                         | 78,73     | Zbigniew Radziwonowicz Legia Warszawa                                                   | 73,00     | Ryszard Patelka Zawisza Bydgoszcz                                                   | 70,08     |
| Dziesięciobój                 | Andrzej Mankiewicz Sparta Warszawa                                                   | 6006 pkt. | Ryszard Ksieniewicz Iskra Białogard                                                     | 5822 pkt. | Kazimierz Trawka Odra Opole                                                         | 5492 pkt. |

### Kobiety
| Konkurencja:              | 1. miejsce                                                                         | Rezultat  | 2. miejsce                                                                 | Rezultat  | 3. miejsce                                                               | Rezultat  |
| Bieg na 100 m             | Teresa Wieczorek ŁKS Łódź                                                          | 11,8      | Maria Chojnacka Legia Warszawa                                             | 11,9      | Halina Richter Górnik Zabrze                                             | 11,9      |
| Bieg na 200 m             | Barbara Janiszewska AZS Kraków                                                     | 23,6 =NR  | Celina Gerwin Legia Warszawa                                               | 23,8      | Halina Richter Górnik Zabrze                                             | 23,8      |
| Bieg na 400 m             | Janina Hase Lechia Gdańsk                                                          | 56,5      | Stefania Jankowska 'Baildon Katowice                                       | 57,2      | Maria Bienia Górnik Zabrze                                               | 57,5      |
| Bieg na 800 m             | Krystyna Nowakowska Legia Warszawa                                                 | 2:11,1    | Zofia Walasek Start Katowice                                               | 2:11,5    | Beata Żbikowska Budowlani Bydgoszcz                                      | 2:11,6    |
| Bieg na 80 m przez płotki | Barbara Sosgórnik Górnik Zabrze                                                    | 11,2      | Teresa Wieczorek ŁKS Łódź                                                  | 11,3      | Elżbieta Wagner Lechia Gdańsk                                            | 11,7      |
| Sztafeta 4 × 100 m        | Legia Warszawa Irmina Dąbrowska Krystyna Fijałkowska Celina Gerwin Maria Chojnacka | 48,1 NR   | Baildon Katowice Beata Kopiec Elżbieta Ćmok Renata Hein Stefania Jankowska | 48,9      | AZS Poznań Maria Majewska Maria Ciastowska Grażyna Nagler Bożena Woźniak | 48,9      |
| Skok wzwyż                | Jarosława Jóźwiakowska AZS Gdańsk                                                  | 1,60      | Łucja Noworyta Olsza Kraków                                                | 1,55      | Barbara Owczarek AZS Gliwice                                             | 1,50      |
| Skok w dal                | Maria Bibro Cracovia                                                               | 6,07      | Maria Chojnacka Legia Warszawa                                             | 6,5,89    | Maria Ciastowska AZS Poznań                                              | 5,85      |
| Pchnięcie kulą            | Eugenia Rusin Wybrzeże Gdańsk                                                      | 14,79     | Jadwiga Klimaj Wawel Kraków                                                | 14,48     | Urszula Figwer AZS Kraków                                                | 13,72     |
| Rzut dyskiem              | Helena Dmowska Warszawianka                                                        | 49,64     | Kazimiera Rykowska Legia Warszawa                                          | 47,98     | Zyta Mojek Stal Mielec                                                   | 47,82     |
| Rzut oszczepem            | Urszula Figwer AZS Kraków                                                          | 54,90 NR  | Maria Grabowska Spójnia Gdańsk                                             | 46,35     | Lucyna Krawcewicz AZS Szczecin                                           | 45,72     |
| Pięciobój                 | Barbara Sosgórnik Górnik Zabrze                                                    | 4353 pkt. | Halina Krzyżańska LZS Mazowsze                                             | 4020 pkt. | Irena Szymczak AKS Chorzów                                               | 3742 pkt. |

## Biegi przełajowe
33. mistrzostwa Polski w biegach przełajowych rozegrano 24 kwietnia w Skarżysku-Kamiennej. Seniorki rywalizowały na dystansie 1,5 kilometra, a seniorzy na 3 km, 6 km i 12 km.

### Mężczyźni
| Konkurencja:            | 1. miejsce                              | Rezultat | 2. miejsce                          | Rezultat | 3. miejsce                      | Rezultat |
| Bieg przełajowy (3 km)  | Zdzisław Krzyszkowiak Zawisza Bydgoszcz | 8:42,8   | Edward Owczarek AZS Wrocław         | 8:43,0   | Lech Boguszewicz LKS Sopot      | 8:44,8   |
| Bieg przełajowy (6 km)  | Zdzisław Krzyszkowiak Zawisza Bydgoszcz | 18:23,2  | Mieczysław Kierlewicz Skra Warszawa | 18:32,6  | Henryk Połeć Start Elbląg       | 18:49,0  |
| Bieg przełajowy (12 km) | Stanisław Ożóg Wawel Kraków             | 35:05,4  | Tadeusz Kuchniewski Skra Warszawa   | 35:28.6  | Jacek Nowakowski Legia Warszawa | 36:31,4  |

### Kobiety
| Konkurencja:             | 1. miejsce                    | Rezultat | 2. miejsce                    | Rezultat | 3. miejsce                | Rezultat |
| Bieg przełajowy (1,5 km) | Henryka Staneta Łysica Kielce | 5:00,8   | Zofia Walasek Start Katowicee | 5:02,8   | Janina Hase Lechia Gdańsk | 5:07,6   |